# Greg Owen (Golfspieler)
Gregory Clive Owen (* 19. Februar 1972 in Mansfield, England) ist ein englischer Profigolfer der hauptsächlich auf der nordamerikanischen PGA TOUR spielt.
In früher Jugend ein hochbegabter und erfolgreicher Tennisspieler, wurde er 1992 Berufsgolfer und qualifizierte sich im Herbst 1997 über die Tour School für die European Tour. Bis zum Jahre 2004 konnte sich Owen beständig in den Top 100 der Geldrangliste halten und gewann 2003 mit den British Masters sein erstes Turnier. Seit 2005 spielt er hauptsächlich in den USA auf der PGA TOUR, wo er 2006 beim Bay Hill Invitational seinen ersten Turniersieg nur um einen Schlag verpasste.
Greg Owen ist seit 1999 mit seiner Frau Jacqueline, einer ehemaligen Turnerin, verheiratet und hat eine Tochter.

## Turniersiege
- 1996 Gosen Challenge (Challenge Tour)
- 2003 The Daily Telegraph Damovo British Masters (European Tour)
- 2004 World Sand Championship

## Resultate bei Major Championships
| Tournament        | 1999 | 2000 | 2001 | 2002 | 2003 | 2004 | 2005 | 2006 | 2007 | 2008 | 2009 | 2010 | 2011 | 2012 | 2013 | 2014 | 2015 |
| ----------------- | ---- | ---- | ---- | ---- | ---- | ---- | ---- | ---- | ---- | ---- | ---- | ---- | ---- | ---- | ---- | ---- | ---- |
| Masters           | DNP  | DNP  | DNP  | DNP  | DNP  | DNP  | DNP  | DNP  | DNP  | DNP  | DNP  | DNP  | DNP  | DNP  | DNP  | DNP  | DNP  |
| US Open           | DNP  | DNP  | DNP  | DNP  | DNP  | DNP  | DNP  | DNP  | DNP  | DNP  | DNP  | DNP  | DNP  | DNP  | DNP  | DNP  | DNP  |
| Open Championship | CUT  | T55  | T23  | CUT  | CUT  | DNP  | DNP  | T22  | DNP  | DNP  | DNP  | DNP  | DNP  | T54  | DNP  | DNP  | T20  |
| PGA Championship  | DNP  | DNP  | DNP  | CUT  | CUT  | DNP  | T47  | CUT  | DNP  | DNP  | DNP  | DNP  | DNP  | DNP  | DNP  | DNP  | DNP  |

DNP = nicht teilgenommen

CUT = Cut nicht geschafft

„T“ geteilte Platzierung

WD = zurückgezogen

Grüner Hintergrund für Siege

Gelber Hintergrund für Top 10